# ترورو (كورنوال)
ترورو (بالإنجليزية: Truro)‏ هي مدينة في كورنوال، إنجلترا، المملكة المتحدة. المدينة هي مركز لإدارة والترفيه والتجزئة في كورنوال، عدد سكان المدينة 20332 حسب تعداد عام 2011.

## المناخ
يظهر الجدول التالي التغييرات المناخية على مدار السنة لترورو:
| البيانات المناخية لـترورو          | البيانات المناخية لـترورو | البيانات المناخية لـترورو | البيانات المناخية لـترورو | البيانات المناخية لـترورو | البيانات المناخية لـترورو | البيانات المناخية لـترورو | البيانات المناخية لـترورو | البيانات المناخية لـترورو | البيانات المناخية لـترورو | البيانات المناخية لـترورو | البيانات المناخية لـترورو | البيانات المناخية لـترورو | البيانات المناخية لـترورو |
| الشهر                              | يناير                     | فبراير                    | مارس                      | أبريل                     | مايو                      | يونيو                     | يوليو                     | أغسطس                     | سبتمبر                    | أكتوبر                    | نوفمبر                    | ديسمبر                    | المعدل السنوي             |
| ---------------------------------- | ------------------------- | ------------------------- | ------------------------- | ------------------------- | ------------------------- | ------------------------- | ------------------------- | ------------------------- | ------------------------- | ------------------------- | ------------------------- | ------------------------- | ------------------------- |
| الدرجة القصوى °م (°ف)              | 15.5 (59.9)               | 14.2 (57.6)               | 18.0 (64.4)               | 21.8 (71.2)               | 24.5 (76.1)               | 26.2 (79.2)               | 29.3 (84.7)               | 29.4 (84.9)               | 26.0 (78.8)               | 22.3 (72.1)               | 17.0 (62.6)               | 15.3 (59.5)               | 29.4 (84.9)               |
| متوسط درجة الحرارة الكبرى °م (°ف)  | 8.9 (48.0)                | 8.7 (47.7)                | 10.1 (50.2)               | 11.7 (53.1)               | 14.3 (57.7)               | 16.7 (62.1)               | 18.6 (65.5)               | 19.0 (66.2)               | 17.3 (63.1)               | 14.3 (57.7)               | 11.5 (52.7)               | 9.6 (49.3)                | 13.4 (56.1)               |
| المتوسط اليومي °م (°ف)             | 6.8 (44.2)                | 6.5 (43.7)                | 7.8 (46.0)                | 8.9 (48.0)                | 11.5 (52.7)               | 13.8 (56.8)               | 15.8 (60.4)               | 16.1 (61.0)               | 14.6 (58.3)               | 12.0 (53.6)               | 9.3 (48.7)                | 7.4 (45.3)                | 10.9 (51.6)               |
| متوسط درجة الحرارة الصغرى °م (°ف)  | 4.6 (40.3)                | 4.2 (39.6)                | 5.4 (41.7)                | 6.1 (43.0)                | 8.6 (47.5)                | 10.9 (51.6)               | 13.0 (55.4)               | 13.2 (55.8)               | 11.8 (53.2)               | 9.6 (49.3)                | 7.1 (44.8)                | 5.2 (41.4)                | 8.3 (46.9)                |
| أدنى درجة حرارة °م (°ف)            | −9.4 (15.1)               | −6.8 (19.8)               | −3.2 (26.2)               | −1.3 (29.7)               | 0.3 (32.5)                | 4.8 (40.6)                | 7.2 (45.0)                | 7.4 (45.3)                | 4.8 (40.6)                | −0.3 (31.5)               | −3.8 (25.2)               | −4.7 (23.5)               | −9.4 (15.1)               |
| الهطول مم (إنش)                    | 121.4 (4.78)              | 88.2 (3.47)               | 79.4 (3.13)               | 73.6 (2.90)               | 65.0 (2.56)               | 58.2 (2.29)               | 67.4 (2.65)               | 68.3 (2.69)               | 77.3 (3.04)               | 114.9 (4.52)              | 123.8 (4.87)              | 123.9 (4.88)              | 1٬061٫3 (41.78)           |
| متوسط أيام هطول الأمطار (≥ 1.0 mm) | 16.4                      | 12.7                      | 12.5                      | 11.7                      | 10.4                      | 8.6                       | 9.8                       | 10.3                      | 11.0                      | 15.7                      | 16.3                      | 15.8                      | 151.2                     |
| ساعات سطوع الشمس الشهرية           | 60.5                      | 81.7                      | 118.4                     | 184.6                     | 214.6                     | 211.2                     | 198.2                     | 194.8                     | 157.5                     | 109.7                     | 74.5                      | 59.2                      | 1٬664٫9                   |
| المصدر #1: مكتب الأرصاد الجوية     |                           |                           |                           |                           |                           |                           |                           |                           |                           |                           |                           |                           |                           |
| المصدر #2: KNMI                    |                           |                           |                           |                           |                           |                           |                           |                           |                           |                           |                           |                           |                           |

## توأمة
لترورو (كورنوال) اتفاقيات توأمة مع كل من:
- بوبارد (25 مايو 1991 - )
- مورلي [6]

## أعلام
- هيلين غلوفر
- إيفور دين
- جيمس مارش
- مايكل أدامز
- أنابيل فيرنون
- باربارا ويست
- إدوارد وودوارد
- بوب وايت
- هوارد صموئيل إروين
- ماثيو إثرينغتون